# Ügyelő

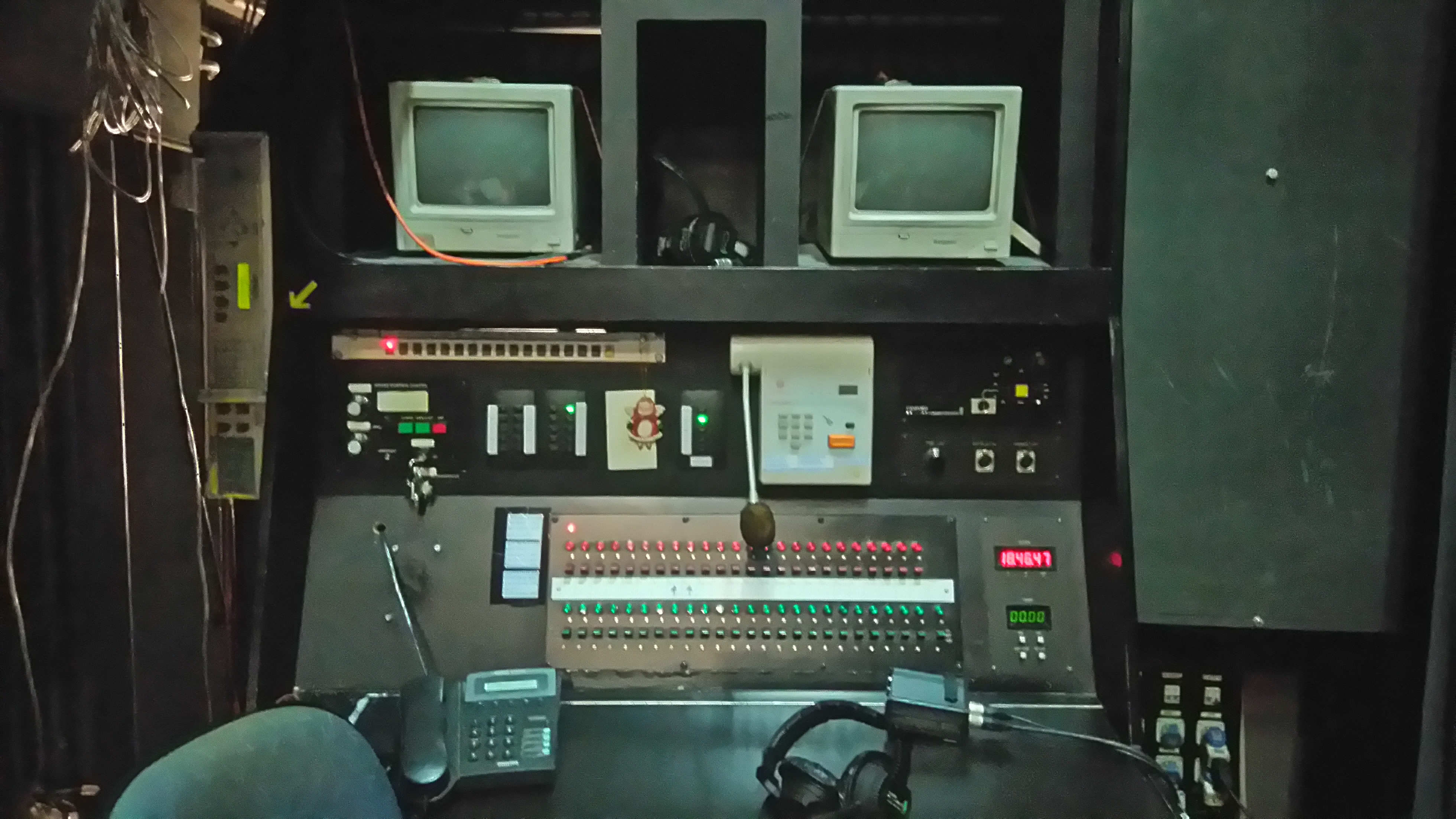
Ügyelői panel, Royal Színház, Szaloniki

Az ügyelő (színházi ügyelő, előadásvezető, színpadmester, zenei ügyelő) vagy stage manager a színtársulat vagy a televízióstúdió stábjának azon tagja, aki a próbák és a műsorok zavartalan lebonyolításának felelőse.

## A munkakörről

### Színház
A színházi ügyelő a színpadi előadás technikai lebonyolítását végző színházi alkalmazott, aki a próbafolyamat kezdetétől részt vesz a színpadi mű létrehozásában. Biztosítja és felügyeli a színpadon a személyi és a működési feltételeket, hogy az előadások rendben lejátszásra kerüljenek. Ügyelőpéldányában feltünteti a színre lépések és távozások, a díszletváltozások, a hang- és fényeffektusok, a függönymozgatás időpontját és sorrendjét. Ez alapján a technikai pultról (ami lehet programozható elektronikus vezérlés vagy ügyelői panel, illetve ügyelőfülke) vezeti és irányítja az előadást, állandó összeköttetésben áll a színház összes technikai helyiségével és az öltözőkkel. Jelentésben kell számot adnia az esetlegesen felmerült személyi, technikai vagy egyéb problémákról.
Típusai:
- főügyelő
  - drámai[2] / színházi
  - operai[2] / zenei
- segédügyelő (színháztechnikai szempontból a rendezők végrehajtói[2])[3]

Közvetlen felettese a rendező, a munkavédelmi szabályok betartásával.
Az ügyelő neve 1790-ben: színmester is, latinosan inspector, vagy inspiciens, később magyaros alakban: „felvigyázó”, a rómaiak idején pedig „monitor”, azaz „szólító” volt.

### Televízió

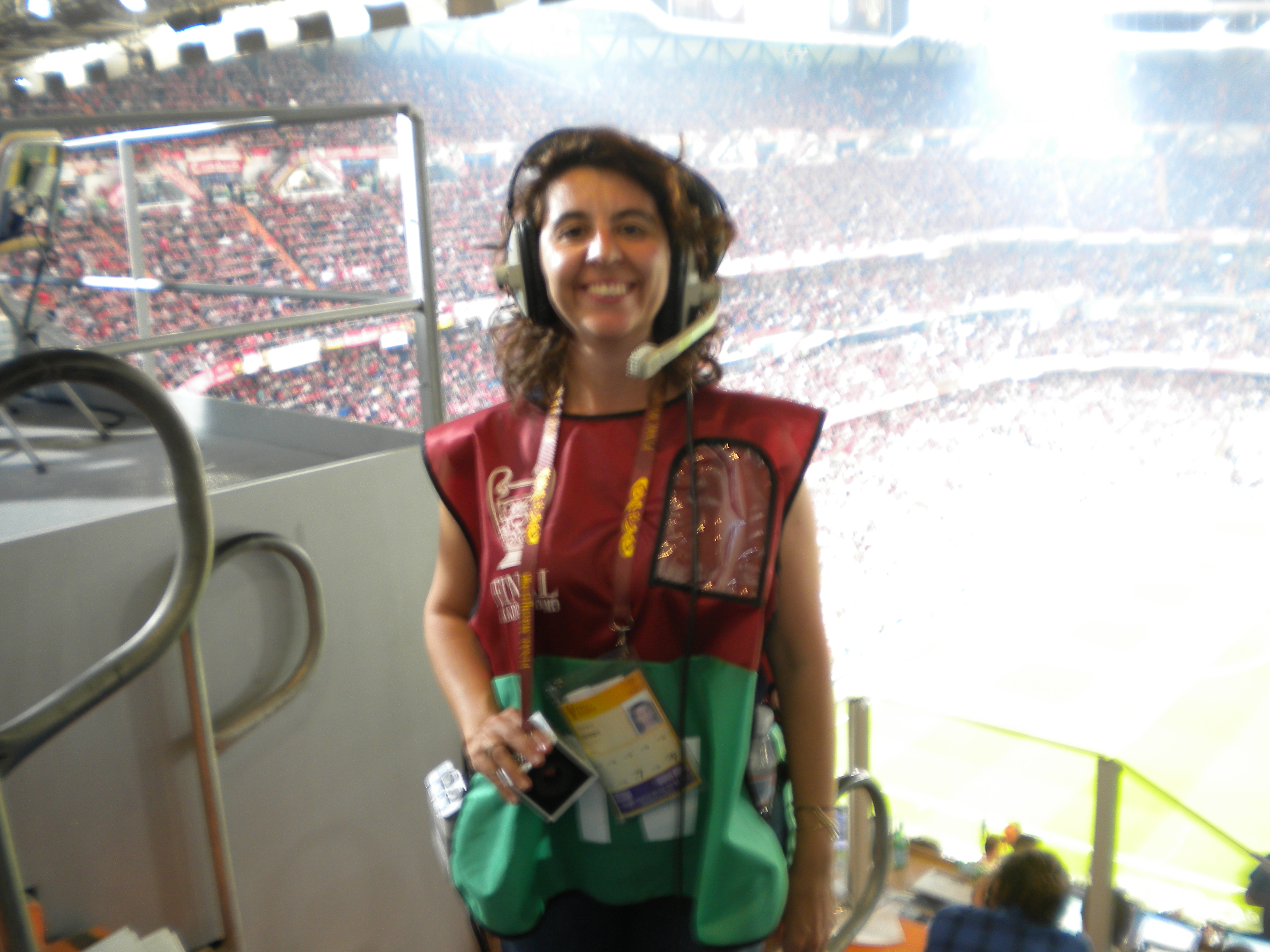
A 2012–2013-as UEFA-bajnokok ligájának egyik televíziós stage managere

Feladata hasonló a színházi ügyelőéhez. A televíziós stúdióban a rendező instrukciói alapján az ügyelői feladatokat ellátó szakember megnevezése: stage manager. Ő az, aki a kamerák mögül irányítja és felügyeli a felvételen, illetve az élő adásban közreműködők munkáját.